# 吴贤铭
吳贤铭（英語：Shien-Ming (Sam) Wu，1923年12月5日—1992年10月28日），制造工程学家与統計學家，曾经先后执教于威斯康辛大学和密执安大学。生前經常訪问和讲学于中国内地各大学。
1940年毕业于上海君毅中学，1945年毕业于上海交通大学。毕业后正值抗战胜利，卒转为铁路部门工作，先后任上海铁路局表根路货运站副站长和台北站站长。1954年离职赴美留学。
1956年获宾州大学企业管理学硕士(MBA)，毕业后曾在賓夕法尼亞鐵路（英語：Pennsylvania Railroad，簡寫為PRR）短期工作。而后就读在威斯康辛大学机械工程系，1962年获得博士学位并留校任教，横跨机械系和统计系。
吴贤铭教授是美国机械工程师学会最高荣誉会员（ASME)、国际生产工程学会会员、北美制造工程研究院理事。為第14屆中華民國中央研究院院士。他终生重视教育和研究，培养出了114位制造工程博士、86位硕士，以及36位博士后。
吳贤铬教授极其重视国际学术交流，他先后接待了来自世界各地的几十个访问学者，其中不乏后来的著名的学者和专家。早在七十和八十年代，他参与了美国和苏联之间的科技学术交流，曾经多次访问苏联。
1991年，吳贤铭成为“蒋氏工业慈善基金＂的第一个获奖人，这是一个专门发给全球华人的奖项，吴先生获此殊荣可谓是实至名归。1992年又获得了密西根大学卓越成就特别奖。
吳贤铭教授逝世后，密执安大学设立了以他命名的制造中心。2017年12月，华南理工大学设立了以他命名的华南理工大学吴贤铭智能工程学院。